# Sphagnum flavicomans
Sphagnum flavicomans är en bladmossart som beskrevs av Warnstorf 1911. Sphagnum flavicomans ingår i släktet vitmossor, och familjen Sphagnaceae. Inga underarter finns listade i Catalogue of Life.